# Київська Мала академія наук учнівської молоді
Комунальний заклад позашкільної освіти «Київська Мала академія наук учнівської молоді» (англ. Municipal extracurricular school «Kyiv Youth Academy of Sciences») –  спеціалізована освітня установа позашкільної освіти, що організовує навчально-виховний процес учнівської молоді міста Києва, забезпечує її участь у дослідницько-експериментальній, науковій, конструкторській, винахідницькій та пошуковій діяльності, формує умови для її інтелектуального, духовного, творчого розвитку, професійного самовизначення, сприяє формуванню наукового потенціалу країни. 
У закладі працює 69 секцій , що об'єднані у 12 наукових відділень.
КЗПО «Київська Мала академія наук учнівської молоді» координує діяльність Київського територіального відділення Малої академії наук України - Київську Малу академію наук учнівської молоді.
Київська Мала академія наук  є формою організації дослідницько-експериментального напряму в позашкільній освіті, державно-громадським об'єднанням школярів, загальноосвітніх та позашкільних навчальних закладів, громадських організацій, низки ВНЗ та установ НАН України і НАПН України, які опікуються талановитою молоддю, схильною до науково-дослідницької діяльності.
Київська МАН забезпечує участь юних дослідників у всеукраїнських та міжнародних освітніх проектах для дітей і молоді — заочних та літніх профільних школах, семінарах, конференціях, олімпіадах, конкурсах, у тому числі і у Всеукраїнському конкурсі-захисті науково-дослідницьких робіт учнів-членів МАН України, турнірах, виставках, фестивалях, наукових школах тощо; здійснює пошук виявлення здібних до наукової діяльності учнів, створює умови для їхнього інтелектуального зростання, творчої реалізації та професійного самовизначення, організовує і координує науково-дослідницьку діяльність учнівської молоді, виконує науково-методичний супровід навчально-виховного процесу.

## Історія
1949 рік — створено Товариство науки і техніки школярів міста Києва.

1965 рік — реорганізація у Київське міське наукове товариство учнів «Дослідник»

1972 рік — реорганізація у Київську Малу академію наук «Дослідник»

1995 рік — Київське територіальне відділення МАН України

20 жовтня 2010 року створено Комунальний позашкільний навчальний заклад КПНЗ «Київська Мала академія наук учнівської молоді»

## Діяльність
Комунальний заклад позашкільної освіти «Київська Мала академія наук учнівської молоді» організовує та забезпечує:
1. навчально-виховний процес учнівської молоді міста Києва за дослідницько-експериментальним напрямком позашкільної освіти;
2. координацію науково-дослідницької діяльності учнів-членів Київського територіального відділення Малої академії наук України (далі Київська МАН);
3. організовує та проводить II (міський) етап Всеукраїнського конкурсу-захисту науково-дослідницьких робіт учнів-членів МАН України;
4. проводить цикли практичних, науково-методичних семінарів з питань організації науково-дослідницької, пошукової, експериментальної роботи учнів для керівників секцій, педагогів загальноосвітніх навчальних закладів, методистів РНМЦ м. Києва;
5. створює умови для інтелектуального, духовного та творчого розвитку школярів м. Києва, їх професійного самовизначення – через підготовку і проведення масштабних заходів: літні профільні наукові школи, етнографічні та природничі експедиції, наукові та культурно-освітні проекти, школи, участь у міських, всеукраїнських та міжнародних конкурсах науково-технічної творчості, виставках, академічних та наукових читаннях, семінарах, конференціях і т.п.

Одним із пріоритетних напрямків у роботі Київської МАН є підготовка учнів до Всеукраїнського конкурсу-захисту науково-дослідницьких робіт учнів-членів Малої академії України, організація та проведення II (міського) етапу конкурсу.
У Київській МАН щорічно організовуються і проводяться:
- академічні та наукові читання за участю вчених, провідних фахівців НДІ НАН України, НАПН України, вищих навчальних закладів (Київського національного університету імені Тараса Шевченка, Національного технічного університету України «Київський політехнічний інститут імені Ігоря Сікорського», Національного авіаційного університету, Національного медичного університету ім. О.О. Богомольця, Київського національного педагогічного університету ім. М.В. Драгоманова).
- університети: юних біохіміків (на базі Інституту біохімії ім. О.В. Палладіна НАН України), юних фізиків (на базі фізичного факультету Київського національного університету імені Тараса Шевченка), наукових знань (на базі Державного політехнічного музею при Національному технічному університеті України «Київський політехнічний інститут імені Ігоря Сікорського»).
- лекторії за напрямками роботи секцій (у наукових установах, вищих навчальних закладах).
- зустрічі членів Київської МАН з провідними вченими НАН України, викладачами вищих навчальних закладів, письменниками, поетами, діячами культури та мистецтва, випускниками МАН.
- науково-практичні семінари, конференції, круглі столи, виставки, наукові проекти, конкурси, тренінги, турніри тощо.

## Відділення та секції

### Відділення хімії та біології
Основними завданнями відділення є виявлення талановитої молоді та формування її пізнавальної та практичної компетенції:
- мотивація;
- ознайомлення учнів з майбутньою пізнавальною діяльністю;
- побудова схеми проведення дослідження, ходу його виконання;
- виконання дослідницької роботи;
- аналіз одержаних результатів;
- написання висновків та оприлюднення результатів.

Секції відділення:
- хімія — конкретна наука, яка вивчає молекулярно-атомні перетворення речовин, тобто, при яких молекули одних речовин руйнуються, а на їх місці утворюються молекули інших речовин з новими властивостями.
- селекція і генетика — навчає законів спадковості і мінливості, методів виведення і покращення нових порід тварин, сортів рослин, штамів мікроорганізмів.
- загальна біологія та біологія людини — вивчає життя і ті особливості, які характерні для всіх видів живих істот; процеси життєдіяльності, розвиток, походження, еволюцію та географічне розселення людей.
- мікробіологія — розділ біології, що вивчає мікроорганізми, в основному віруси, бактерії, гриби, водорості й найпростіші.
- медицина — вивчає людину у здоровому і хворобливому стані з метою зміцнення її здоров'я, охорони від хвороб і лікування.
- психологія — вивчає психічні явища (мислення, почуття, волю) та поведінку людини, пояснення яких зображено в цих явищах.
- медіапсихологія — розділ психологічної науки, що розглядає особистість в контексті взаємодії з сучасними засобами комунікації, як індивідуальними, так і масовими, вивчає психологічні закономірності відносин і поведінки людей в медіапросторах.
- валеологія — наука про фундаментальні закони духовного, психічного і фізичного здоров'я як окремої особи, так і всього суспільства загалом.

### Відділення економіки
Мета діяльності: реалізація змісту позашкільної освіти дослідницько-експериментального напряму, формування компетентностей особистості в процесі науково-дослідницької діяльності у галузі економічних знань.
Основні завдання:
- залучення творчо обдарованих учнів до науково-дослідницької, експериментальної та пошукової діяльності у сфері економічних наук;
- допомога у набутті знань, вмінь та навичок для написання науково-дослідницької роботи;
- формування та підтримка інтелектуального потенціалу у юних дослідників.

Секції відділення:
- Економічна теорія та історія економічної думки. Учні вивчають загальні закономірності господарського життя, економічні закони суспільства та основну проблему економічного життя людства та економічної науки — обмеженість ресурсів та безмежність людських потреб.
- Мікроекономіка та макроекономіка. Учні вивчають основні закономірності функціонування ринкової економіки на рівні товаровиробника та споживача і визначають механізм прийняття рішень господарюючими суб'єктами, які прагнуть досягти максимального задоволення потреб в умовах використання обмежених ресурсів.
- Фінанси, грошовий обіг і кредит. На заняттях вивчається сукупність грошових коштів, що перебувають у розпорядженні підприємства (особи, сім'ї, держави), а також система їх формування, розподілу та використання.

Основні форми роботи:
- проведення теоретичних та практичних  занять з учнями;
- індивідуальні та групові консультації, науково-методологічні лекторії для учнів, керівників наукових товариств та вчителів – керівників науково-дослідницьких робіт учнів;
- забезпечення організації практичних занять та участі учнів у:

1. науково-практичних конференціях економічного спрямування;
2. наукових читаннях;
3. круглих столах;
4. наукових проектах;
5. конкурсах;
6. фестивалях та кінолекторіях;
7. тренінгах та майстер-класах;
8. зустрічах з ученими-економістами;
9. екскурсіях до бібліотек, спеціалізованих виставок, музеїв, на виробництва.

Співпраця з науковими установами та ВНЗ:
- Київським національним торговельно-економічним університетом;
- ДВНЗ «Київський національний економічний університет імені Вадима Гетьмана»;
- Інститутом міжнародних відносин Київського національного університету імені Тараса Шевченка;
- Економічним факультетом Київського національного університету імені Тараса Шевченка;
- Національним університетом «Києво-Могилянська академія»;
- Національним педагогічним університетом імені М. Драгоманова;
- Університетом «КРОК».

Проект відділення економіки "Занурення у бізнес"
Метою проекту є формування у вихованців раціонального економічного мислення та базових економічних компетенцій.
Зміст проекту: регулярна організована колективна пізнавальна діяльність з відвідування учнями та педагогами економічних об'єктів – підприємств, пам'ятних місць, музеїв, виставок тощо з освітньою та науковою метою під керівництвом кваліфікованого спеціаліста-екскурсовода. Безперечними перевагами навчальних екскурсій перед іншими формами навчальних занять виступають: високий ступінь ефективності, наочності та емоційної насиченості; поєднання пізнавальної діяльності з відпочинком; можливість бути у складі змішаної групи учасників; визначальна роль інтересу в мотивації пізнання; велика активність суб’єктів. Слід підкреслити, що під час таких заходів розвиваються міждисциплінарні зв’язки через вивчення історичного, культурного, соціального, психологічного, фізіологічного, економічного, комунікативного, естетичного, технічного та інших аспектів. Навчальні екскурсії проводяться як перед вивченням нових економічних понять з метою створення необхідних уявлень для їх формування, так і після вивчення певної теми – для закріплення, конкретизації, удосконалення знань, вироблення вмінь і навичок.
Конкурс есе "Стратегія економічного розвитку мого міста"
Метою конкурсу є стимулювання активності серед учнівської молоді на пошук актуальних та значущих ідей для економіки міста та можливості їх реалізації.
Конкурс відеороликів "Маркетингові стратегії в рекламі"
Метою конкурсу є залучення школярів до поглибленого вивчення економіки, зокрема галузі маркетингу, принципів маркетингу, маркетингових програм та конкретних стратегій, спрямованих на досягнення цілей компанії.   

### Відділення філософії та суспільствознавства
Основною метою діяльності відділення філософії та суспільствознавства є ознайомлення зі специфікою та практикою роботи в галузі суспільних наук та освітніх наук, створення умов для подальшого професійного самовизначення.
Секції відділення:
- Правознавство. Дотримання вимог законодавства, послідовна реалізація основних прав і свобод людини і громадянина залежать від багатьох факторів, зокрема від рівня організації освіти, отримання знань про державно-правові явища.
- Теологія, релігієзнавство та історія релігії. Релігієзнавство є органічною частиною системи дисциплін гуманітарного циклу. Вивчаючи природу феномена релігії, історію становлення й еволюції релігійних систем, сучасну релігійну ситуацію у світі та Україні, релігієзнавство істотно посилює світоглядний потенціал гуманітарних дисциплін.
- Філософія. Формування у школярів основ філософського світогляду. Учні вчаться розуміти і цінувати роль філософського знання в самоствердженні людини, ідентифікувати соціальні та етичні проблеми, пов'язані з інформатизацією та глобалізацією сучасного світу.
- Соціологія. Вивчення соціального життя, соціальні зміни в суспільстві і соціальні події, з якими люди постійно стикаються, в яких беруть участь і які впливають на їхню поведінку, спосіб життя, становище в суспільстві.
- Педагогіка. Педагогічна наука — це скарбниця багатовікового досвіду навчання й виховання підростаючих поколінь, результат багаторічних досліджень закономірностей формування всебічно і гармонійно розвиненої особистості.

Наші пріоритети: 
виявлення, підтримка та розвиток здібних, обдарованих і талановитих  школярів, підвищення їхнього інтелектуального рівня, ознайомлення зі специфікою та практикою роботи в галузі суспільних та освітніх наук, створення умов для подальшого професійного самовизначення.
Основні форми роботи:
- навчально-дослідницька діяльність школярів у секціях відділення;
- науково-практичні конференції;
- міжнародні наукові проекти;
- проведення II етапу Всеукраїнського конкурсу-захисту науково-дослідницьких робіт учнів-членів МАН України;
- творча співпраця з науковими устано-вами НАН України, НАПН України, музеями та громадськими організація-ми, провідними вченими, педагогами;
- дискусійні клуби, лекторії тренінги;
- семінари-практикуми;
- наукові читання;
- проведення консультаційних занять (індивідуальних та групових) для учнів та вчителів шкіл міста.

### Відділення наук про Землю
Діяльність науковців, педагогічних працівників відділення націлена на навчання учнів однієї із ключових компетенцій — інформаційної; формування уміння застосовувати географічні знання для пояснення та оцінки географічних процесів і явищ; формування здатності і готовності до використання географічних знань у повсякденному житті для: адекватної соціально відповідальної поведінки в навколишньому середовищі, його збереження, адаптації до умов проживання на певній території, самостійного оцінювання рівня впливу людини на клімат, безпеки довкілля як сфери життєдіяльності людини, розв'язання конкретних практичних завдань.
У відділенні працюють такі секції:
- географія та ландшафтознавство,
- геологія, геохімія та мінералогія,
- гідрологія,
- кліматологія та метеорологія,
- ГІС у географії.

### Відділення української філології та мистецтвознавства
Мета діяльності:  виявлення та розвиток знань, умінь, навичок і компетентностей у галузі гуманітарних та мистецтвознавчих дисциплін, сприяння професійному самовизначенню, формування національно-патріотичного виховання, інтелектуальний розвиток, розкриття індивідуальних можливостей учнів.

#### Наша місія
1. Розвиток творчої уяви, фантазії, креативного мислення, інтересу до різних видів літературної творчості.
2. Формування вміння усно та письмово висловлю-вати  поняття, думки, почуття, факти та погляди.
3. Забезпечення участі у виставково-мистецьких проектах з метою популяризації творчих досягнень учнів.
4. Формування загальнокультурної грамотності, уміння розуміти твори мистецтва, виховувати власні естетичні смаки.
5. Заохочення до висвітлення традиційних культурних цінностей у науково-дослідницьких роботах.
6. Створення умов для професійного самовизначення та саморозвитку індивідуальної особистості.

Структура відділення:
- секція української мови;
- секція української літератури;
- секція літературної творчості;
- секція фольклористики;
- секція мистецтвознавства.

Важливою рисою роботи секцій є українознавче спрямування, теоретико-методологічною базою якого є сучасні наукові розробки Національного науково-дослідного Інституту українознавства НАН України та КНУ імені Тараса Шевченка. Навчальні заняття у секціях проводяться згідно з авторськими програмами.

#### Основні форми роботи
- наукові читання;
- наукові пікніки;
- наукові проекти;
- вікторини;
- тренінги;
- конкурси;
- майстер-класи;
- літературні акції;
- семінари;
- науково-практичні конференції.

#### 1. Літературно-творчий проект «У ПОШУКАХ СЛОВА»
Щорічний літературно-творчий проект «У пошуках слова» – це масштабна акція за участі талановитої учнівської молоді, вчителів, письменників, науковців, яка передбачає презентацію альманаху власної творчості із однойменною назвою. Проект започаткований 2011-го року.
Мета проекту:
- стимулювати талановиту молодь до власної поетичної та прозової творчості;
- поглибити рівень учнівських знань у галузі літератури;
- сприяти національно-патріотичному вихованню обдарованої учнівської молоді;
- сприяти формуванню активної життєвої позиції гуманістично спрямованого громадянина.

Цільова аудиторія: учні київських загальноосвітніх та спеціалізованих навчальних закладів, випускники Київської Малої академії наук учнівської, юні письменники, літературознавці, науковці, вчителі, культурологи.
Організатори проекту:
- Міністерство освіти і науки України;
- Департамент освіти і науки, молоді та спорту виконавчого органу Київської міської ради (Київської міської державної адміністрації);
- відділення української філології та мистецтвознавства Комунального позашкільного навчального закладу «Київська Мала академія наук учнівської молоді»;
- Національна спілка письменників України;
- Національний музей літератури України;
- Музей шістдесятництва.

Очікувані результати:
- видання альманаху творів учнівської молоді;
- здійснення роботи в команді, забезпечення взаємодії учнів;
- формування ставлення до власної та чужої творчої діяльності;
- виховання загальнолюдських цінностей, моральних та етичних норм у спільноті творчої молоді;
- розширення зв’язків між досвідченими фахівцями та молоддю.

Реалізація проекту:
- консультації із провідними літературознавцями, відомими письменниками, створення творчих майстерень;
- підготовка конкурсних матеріалів;
- щорічний друк альманаху творів учнівської молоді «У пошуках слова»;
- проведення підсумкової літературно-творчої конференції.

#### 2. Науково-дослідницький проект «КРАСА І СИЛА РІДНОЇ МОВИ»
Щорічна науково-практична конференція «Краса і сила рідної мови» — апробація науково-дослідницьких робіт учнів відділення української філології та мистецтвознавства Київської Малої академії наук учнівської молоді. Це перші спроби самостійних наукових розвідок, які стануть початком науково-пошукової діяльності, а для багатьох визначать коло майбутніх професійних інтересів.
Проект започаткований 2010-го року й нині традиційно збирає юних дослідників, кмітливих та активних учасників.
Мета проекту:
- поглиблення знань і навичок у галузі української мови, української літератури, фольклористики та мистецтвознавства;

- виховання інтелектуально і духовно розвиненого юного покоління – майбутнього нації;
- залучення молоді до соціальної активності у громадському та культурному житті держави.

Цільова аудиторія: учні київських загальноосвітніх та спеціалізованих навчальних закладів, випускники Київської Малої академії наук учнівської молоді, юні мовознавці, літературознавці, фольклористи, мистецтвознавці, письменники та їхні наставники.
Організатори проекту:
- Міністерство освіти і науки України;
- Департамент освіти і науки, молоді та спорту виконавчого органу Київської міської ради (Київської міської державної адміністрації);
- відділення української філології та мистецтвознавства Комунального позашкільного навчального закладу «Київська Мала академія наук учнівської молоді»;
- Інститут філології Київського національного університету імені Тараса Шевченка;
- Інститут української мови НАН України.

Очікувані результати:
- оволодіння науковими досягненнями в галузі мовознавства, літературознавства, фольклористики та мистецтвознавства;
- забезпечення розширення кругозору та підвищення науково-освітнього рівня учнів;
- здійснення роботи в команді, забезпечення взаємодії учнів;
- визначення ставлення до власної діяльності та діяльності інших;
- формування загальнолюдських цінностей, формування інформаційної компетенції, моральних та етичних норм у спільноті творчої молоді;
- розширення зв’язків між досвідченими фахівцями та молоддю.

Реалізація проекту:
- дослідження наукових та архівних матеріалів бібліотек та музеїв;
- консультації із провідними науковцями;
- створення творчих майстерень;
- проведення фольклорних експедицій;
- підготовка конкурсних матеріалів;
- щорічний друк наукових тез «Краса і сила рідної мови»;
- проведення підсумкової конференції.

#### 3. Науково-публіцистичний та літературно-творчий проект «ЖИТИ ДАЛІ...»
«Жити далі...» – це масштабний науково-публіцистичний та літературно-творчий проект за участі талановитої учнівської молоді, вчителів, письменників, науковців, що передбачає презентацію альманаху з однойменною назвою, до якого входять найкращі наукові дослідження та художні твори учнів-членів відділення української філології та мистецтвознавства Київської Малої академії наук учнівської молоді, присвячені темі Майдану й війни на Сході України. Видання є своєрідним багатогранним переосмисленням трагічних подій в Україні, артефактом збереження національної пам’яті. 
Мета проекту:
- стимулювати талановиту молодь до власної поетичної та прозової творчості;
- сприяти національно-патріотичному вихованню обдарованої учнівської молоді;
- залучити молодь до соціальної активності у громадському та культурному житті держави.

Цільова аудиторія: учні київських загальноосвітніх та спеціалізованих навчальних закладів, випускники Київської Малої академії наук учнівської молоді, науковці, вчителі, письменники, волонтери, бійці АТО. 
Організатори проекту:
- Міністерство освіти і науки України;
- Департамент освіти і науки, молоді та спорту виконавчого органу Київської міської ради (Київської міської державної адміністрації);
- відділення української філології та мистецтвознавства Комунального позашкільного навчального закладу «Київська Мала академія наук учнівської молоді»;
- Інститут філології Київського національного університету імені Тараса Шевченка.

Реалізація проекту:
- підготовка конкурсних матеріалів;
- поетичні та прозові читання учнів, вчителів, письменників;
- видання збірки творів учнівської молоді «Жити далі…»;
- проведення підсумкової науково-публіцистичної та літературно-творчої конференції.

4. Проект «З Україною в серці»
«З Україною в серці» – це всеукраїнський проект, основною метою якого є формування нової генерації вчених-україністів та славістів, заохочення молоді до написання наукових досліджень, залучення учнів до знайомства з Україною, до поглиблення знань з української мови та літератури, мистецтва, фольклору у формі проведення літніх шкіл для широкого кола слухачів. У рамках проекту ініціатором та організатором низки заходів виступило відділення української філології та мистецтвознавства Комунального позашкільного навчального закладу «Київська Мала академія наук учнівської молоді».
Цільова аудиторія: юні філологи, фольклористи, мистецтвознавці, літературознавці, письменники, учні 8-11 класів загальноосвітніх та спеціалізованих шкіл, до кола зацікавлення яких належить україністика.
Засновники проекту:
- Київський національний університет імені Тараса Шевченка;
- Національний педагогічний університет імені М. П. Драгоманова;
- Київський університет імені Бориса Грінченка;
- Національна спілка письменників України;
- Інститут літератури імені Тараса Шевченка НАН України;
- Інститут мистецтвознавства, фольклористики та етнології імені М. Т. Рильського НАН України;
- Інститут мовознавства ім. О. О. Потебні НАН України;
- Національна бібліотека України ім. І. В. Вернадського;
- Національна бібліотека України імені Ярослава Мудрого;
- Національний музей літератури України;
- Національний художній музей України;
- Музей історії міста Києва;
- Музей історії Київського національного університету імені Тараса Шевченка;
- Історико-меморіальний музей Михайла Грушевського;
- Музей театрального, музичного та кіномистецтва України.

Реалізація проекту:
Проект реалізується у чотирьох площинах: філологічній (мовній), літературознавчій, фольклорній та мистецькій.
1.    Мовознавча концепція
Реалізується в розробленні лексикографічних праць на матеріалах живого мовлення в учнівському середовищі, проведенні тематичних конференцій, приурочених до ювілеїв видатних українських діячів культури та мистецтва.
2.    Літературознавча концепція
Реалізується через: пошук нових творчих шляхів у співпраці з авторами та мистецькими учнівськими колективами, організацію зустрічей з відомими молодими літераторами, створення сучасного типу електронної книжки на творчому матеріалі МАНівців з наступним її представленням на літературному форумі у Львові.
3.    Фольклорна концепція
Реалізується через: участь фольклорних колективів у популяризації народної пісні, проведення зустрічей з відомими фольклористами, організацію в школах серії майстер-класів «Лялька-Мотанка», «Витинанка» тощо.
4.    Мистецтвознавча концепція
Мистецтвознавча концепція реалізується у фотовиставці «Україна і світ» (фотороботи надаються учнями шкіл), а також у конкурсі дитячих презентацій «Мир, родина – це Україна».

### Відділення суспільних комунікацій

#### Наша місія
Відділення суспільних комунікацій покликане залучити творчу молодь до фахового осмислення комунікацій, якими так щедро наснажене сучасне суспільство. Сьогодні ми всі є не лише споживачами, але й творцями контенту. Смартфон у руці та комп’ютер на столі дали кожному можливість долучитися до інформаційних потоків – вподобати сторінку, поширити те, що варте уваги, відкоментувати, написати своє враження, думку, поділитися досвідом, записати відео, відтворити подію. Але між контентом користувача (User Generated Content) та професійним комунікуванням все ж є різниця - розпізнати її, аналізувати особливості, розуміти проблеми, вміти відповісти на виклики – це те, чого можуть навчити педагогічні працівники відділення. 

#### Форми роботи
- тюторіали;
- вебконференції;
- онлайн лекції;
- ворк-шопи;
- стріми;
- вебінари;
- спільна робота на онлайн платформах;
- консультації з професійними журналістами та викладачами провідних університетів, які мають досвід закордонних стажувань.

#### Структура
Відділення Суспільних комунікацій курує 2 вектори роботи:
 Наукові роботи зі спеціальності «журналістика» 
Наукові дослідження зі спеціальності «журналістика» здійснюються 
у 3 секціях:
- секція «Реклама та зв’язки з громадськістю»;
- секція «Нові медіа»;
- секція «Теорія та історія медіа».

 Творчі журналістські проекти 
- секція «Медіамайстерність».

### Відділення історії
Основними завданнями відділення є формування навичок наукової оцінки історичних подій та практична компетенція.
Секції відділення:
- археологія — це наука, «озброєна лопатою», вивчає історію людства за залишками матеріальної культури.
- історія України — вивчає появу, становлення, розвиток державотворчих традицій українців, особливості існування української держави протягом різних історичних періодів.
- Всесвітня історія — дає можливість українцям пізнати та проаналізувати історію країн світу, щоб отримати необхідний досвід для інтеграції нашої держави у світовому просторі.
- історичне краєзнавство — галузь знання, що вивчає історію рідного краю, життя визначних українців та культурну спадщину малої батьківщини.
- етнологія — наука, об'єктом вивчення якої є походження (етногенез), процес формування народу, його розселення, традиційна матеріальна і духовна культура, характерні риси його побуту, що визначають його як окремий самостійний етнос.

### Відділення екології та аграрних наук
Основними завданнями є: формування, поглиблення, систематизація знань, вмінь, навичок науково-дослідницької роботи школярів у різних галузях екології, ознайомлення учнів з майбутньою пізнавальною діяльністю, побудова схеми та ходу проведення дослідження.
Секції відділення:
- екологія — складна, багатогранна дисципліна, основою якої є біогеографічні знання, але яка поєднує сьогодні усі природничі, точні, гуманітарні і соціальні науки, з метою пошуків шляхів оптимального розвитку людства на максимально далеку перспективу, вироблення нових методів збереження біосфери планети.
- гідроекологія — наука, що вивчає водні екосистеми, їхні структури і закономірності функціонування, зумовлені взаємодією гідробіонтів як між собою, так і з навколишнім водним середовищем.
- лісознавство та агрономія, охорона довкілля, збалансоване природокористування — вивчає питання збереження та відновлення лісових масивів України, структури та продуктивності агроценозів України, питання охорони довкілля та нових технологій збалансованого природокористування.
- екологія рослинного світу (ботаніка) — це наука, що вивчає рослинні організми, їхню будову, еволюцію, корисні властивості. Вишукує раціональні шляхи збереження й охорони флори, а також одержання й узагальнення нових знань про світ рослин у всіх проявах його існування.
- екологія тваринного світу (зоологія) − наука про тварин, що вивчає різноманіття тваринного світу, будову і життєдіяльність тварин, їх поширення, зв'язок з місцем існування, закономірності еволюції тваринного світу. Вона тісно пов'язана з виробничою діяльністю людини, з освоєнням, реконструкцією і охороною тваринного світу Землі. Програма секції передбачає також ознайомлення з основами ветеринарії.

### Відділення іноземної філології та зарубіжної літератури
Мета діяльності: ознайомлення учнів з початковою науковою роботою в галузі гуманітарних наук, сприяння  формуванню навичок самостійної дослідницької роботи і розвитку та реалізації  творчого потенціалу обдарованої молоді.
Основні завдання відділення: стимулювання та підтримка юних науковців, прагнень до саморозвитку в галузі іноземної філології.
У відділенні працюють секції:
- англійська мова;
- німецька мова;
- французька мова;
- іспанська мова;
- італійська мова;
- зарубіжна література.

Діяльність секцій іноземних мов передбачає сприяння формуванню у школярів навичок проведення дослідницької діяльності в галузі мовознавства, а також подальше підвищення рівня володіння іноземними мовами, розширення лінгвокраїнознавчої компетенції та загального кругозору.Секція зарубіжної літератури є логічним розширенням і доповненням шкільного предмета та спрямована на: осягнення учнями феномена художньої літератури як мистецтва слова в розмаїтих формах національної своєрідності світової словесності.
Основні форми роботи:
- конференції;
- семінари;
- круглі столи;
- наукові читання;
- творчі зустрічі  з науковцями, дипломатами;
- літні наукові школи.

### Відділення комп'ютерних наук
Навчально-дослідницька діяльність учнів відділення комп'ютерних наук поєднує ґрунтовну підготовку з інформатики з оволодінням інформаційно-комунікаційними технологіями та методами наукового пізнання, ознайомлення з логікою науково-дослідницького процесу. Науково-дослідницька діяльність учнів проходить на базі факультету інформатики Національного педагогічного університету імені М. П. Драгоманова. Аудиторії і лабораторії оснащені сучасними матеріально-технічними засобами: в кожній лабораторії учні мають можливість вивчати різні навчальні дисципліни інформативного циклу, проводити комп'ютерні експерименти, досліджувати різні природні та соціальні явища і процеси за допомогою відповідних комп'ютерних моделей, користуватись мережею Internet, отримуючи необхідні відомості з усього світу.
Секції відділення:
- Комп'ютерні системи та мережі;

- інформаційні системи, бази даних та системи штучного інтелекту;
- безпека інформаційних та телекомунікаційних систем;
- технології програмування;
- мультимедійні системи, навчальні та ігрові програми;
- INTERNET-технології та WEB-дизайн.

### Відділення математики
Мета роботи відділення математики полягає у формуванні в учнів компетентностей обдарованої особистості у процесі засвоєння математичних знань, усвідомлення цілісності та універсальності математичних методів опису законів природи, техніки та соціальних явищ, забезпечення рівня математичної підготовки учнів, необхідного як для успішної самореалізації в сучасному динамічному соціальному середовищі, так і для забезпечення професійної орієнтації школярів в науковому просторі.
Основними завданнями відділення є формування таких компетентностей:
- елемент маркованого списку стійкої позитивної мотивації до навчання; ознайомлення з головними чинниками наукової діяльності; формування уявлення про сутність науково-дослідницької роботи;
- здобуття навичок науково-дослідницької діяльності у галузі математики; розвиток вміння правильно формулювати та вільно висловлювати свої думки, формування навичок презентації отриманих результатів дослідження та публічного виступу;
- розвиток творчих здібностей учнів до проведення пошукового, наукового дослідження у галузі математики; підвищення інтересу до математичної науки; формування логічного, аналітичного мислення, просторової уяви і мотиваційної сфери;
- формування стійкого інтересу до математики та професійної діяльності, суттєво пов'язаної з математикою; залучення учнів до дослідницької діяльності, творчої ініціативи; р

озвиток позитивних якостей емоційно-вольової сфери особистості.
Секції відділення:
- математика — фундаментальна наука, основи якої широко використовуються як у природничих та інженерно-технічних науках, так і майже в усіх сферах життєдіяльності людства. Як наука і навчальний предмет математика є унікальним засобом формування освітнього, розвивального та інтелектуального потенціалу особистості.
- прикладна математика — це застосування математичних методів і алгоритмів в інших галузях науки і практики, зокрема, це обчислювальна математика та обчислювальна інженерія. До цього напряму можна віднести, зокрема, такі розділи математики, як основи чисельного аналізу та їх застосування; елементи оптимізації в прикладних задачах; вибрані питання теорії наближень та їх застосування; комбінаторика, теорія ймовірностей і математична статистика, теорія графів, інтерполяція і екстраполяція; елементи теорії інформації та їх застосування; елементи теорії ігор та інші.
- математичне моделювання — це науковий підхід, пов'язаний з побудовою та використанням математичних моделей досліджуваних явищ чи систем для їх більш детального аналізу та забезпечення оптимізації функціонування.

### Відділення фізики та астрономії
Мета діяльності: ознайомлення юних дослідників з початковою науковою роботою в галузі фізики та астрономії, сприяння у формуванні навичок самостійної дослідницької роботи.
Секції відділення:
- теоретична фізика. Учні засвоюють наукові фізичні знання за допомогою матеріалів підвищеної складності за даним курсом. Велику увагу приділено формуванню фізичного мислення із застосуванням емпіричного рівня пізнання навколишнього світу: від спостереження до висування гіпотез, пояснень наукових фактів із подальшою експериментальною перевіркою, і нарешті — до теоретичного узагальнення, окреслення в загальних рисах фізичної теорії.
- експериментальна фізика. Секція «Експериментальна фізика» допоможе дітям опанувати фізичні явища, процеси поведінки та взаємодії тіл з вимірювальними приладами та системами.
- аерофізика та космічні дослідження. Юні дослідники зможуть засвоїти основні фізичні процеси, які відбуваються в навколоземному космічному просторі; оволодіти навичками як теоретичного розв'язку задач, що мають місце в навколоземному середовищі, так і планувати методи аналізу процесів, як в нейтральній, так і в іонізованій складовій атмосфери Землі. Під час навчання велика увага приділяється порівнянню результатів досліджень із безпосередніми вимірами космічних апаратів та із наявними космічними моделями для опису процесів в космосі.
- астрономія та астрофізика. Дозволяє ознайомить з найбільш загальними законами генезису та розвитку небесних тіл: Сонячної системи, зірок, галактик та Всесвіту в цілому.

#### Партнери відділення
Київський національний університет імені Тараса Шевченка, Фізичний факультет [Архівовано 21 Листопада 2018 у Wayback Machine.]
Інститут фізики напівпровідників ім. В.Є. Лашкарьова [Архівовано 4 Листопада 2018 у Wayback Machine.] Національної Академії Наук України [Архівовано 9 Квітня 2008 у Wayback Machine.]
Астрономічна Обсерваторія Київського національного університету імені Тараса Шевченка
Головна Астрономічна Обсерваторія НАН України
OSA [Архівовано 19 Вересня 2012 у Wayback Machine.] - Оптичне товариство
SPIE [Архівовано 5 Грудня 2008 у Wayback Machine.] - Міжнародне товариство Оптики та фотоніки
МАУ - Міжнародні Авіалінії України [Архівовано 9 Листопада 2013 у Wayback Machine.]

#### Заходи відділення
Міжнародна конференція молодих вчених "Оптика та сучасне матеріалознавство - SPO" [Архівовано 21 Листопада 2018 у Wayback Machine.] (щороку останній тиждень жовтня)
Участь випускників Київської МАН в щорічній конференції членів Оптичного товариства OSA в США (щороку, жовтень)
Лекторій з фізики (щосуботи, 12:00, фізичний факультет КНУ імені Тараса Шевченка)
Екскурсія та дослідження в лабораторіях спільного використання НАН України (дні науки, щороку у травні та індивідуально)
Участь у виставці "Хендмейд від науковців" (двічі на рік, наступна - 1 грудня 2018)
Участь у конкурсі стартапів "Class Ідея" (щороку, березень)
Участь у захистах кандидатських і докторських дисертацій спеціалізованих вчених рад фізичного факультету КНУ імені Тараса Шевченка та Інституту фізики напівпровідників імені В.Є. Лашкарьова НАН України.

#### Переможці III етапу конкурсу-захисту науково-дослідницьких робіт МАН відділення
Максим Рябоконь (секція астрономії та астрофізики) - І місце у 2018 р. (зараз студент фізичного факультету КНУ імені Тараса Шевченка)
Ігор Тархан (секція експериментальної фізики) - І місце у 2018 р. (зараз учень 11 красу УФМЛ КНУ імені Тараса Шевченка)
Микола Старий (секція аерофізики та космічних досліджень) - II місце у 2018 р. (зараз студент фізичного факультету КНУ імені Тараса Шевченка)

### Відділення технічних наук
Відділення технічних наук є структурною одиницею КПНЗ «Київська мала академія наук учнівської молоді».
Навчальний процес у секціях відділення складається з теоретичних, практичних та консультативних занять. Заняття проводять фахівці профільних факультетів Національного технічного університету України «Київський політехнічний інститут імені Ігоря Сікорського».
Секції відділення:
- електроніка, приладобудування та авіаракетобудування. Застосовує новітні ідей у технологічні процесах виготовлення приладів і технічного обладнання в галузях електротехніки, електроніки, радіотехніки, вимірювальної техніки, автоматики, кібернетики, мехатроніки, розробка та виготовлення радіоелектронної побутової техніки, медичних, акустичних приладів та систем; дослідження в галузі мікроелектроніки, напівпровідникової техніки, фізичної та біомедичної електроніки, проектування приладів точної механіки, екології, системи неруйнівного контролю, лазерної та оптоелектронної техніки.
- архітектура та дизайн. Застосовує новітні ідеї та технології у архітектурно-дизайнерській діяльності; творчий розвиток учнів засобами малювання, креслення, макетування; проектування оригінальних об'єктів комунального призначення та ін.
- екологічно безпечні технології та ресурсозбереження. Вдосконалює технології проведення моніторингу навколишнього середовища; проектування та запровадження технологій живих систем; застосування екологічно безпечних технологій на виробництві та побуту; раціональне використовування енергоресурсів та енергоносіїв.
- інформаційно-телекомунікаційні системи та технології. Розробляє та застосовує новітні прилади, обладнання та технологій інформаційних систем та мереж зв'язку; створювання ефективних засобів формування та перетворення інформації, генерації та поширення радіохвиль, займається удосконаленням інтернет-технологій та WEB-дизайну.
- машинобудування. Застосовує науково-технічну творчість у транспортному машинобудуванні; запровадженні новітніх технологій, приладів та обладнання у різних галузях промисловості; проектування та виробництво засобів побутової техніки; розробка та виробництво приладів та обладнання для навчального процесу;створення нових видів екологічно чистого високошвидкісного наземного транспорту.
- матеріалознавство. Секція займається розробкою наноматеріалів та нанотехнологій, нових матеріалів для мікроелектроніки, електротехніки, надміцних конструкційних матеріалів для прикладного образотворчого мистецтва;
- науково-технічна творчість та винахідництво. розробка і застосування нових конструкцій і технологій у промисловості, транспорті, сільському господарстві, побуті і. т. ін.;використання новітніх ідей винахідників та раціоналізаторів і у різних галузях техніки; запровадження нових принципів у конструюванні приладів та обладнання.
- технологічні процеси та перспективні технології. розробка нових та вдосконалення існуючих технологічних процесів та технологій у різних галузях народного господарства;удосконалення технологічного обладнання різноманітного призначення;запровадження нових приладів контролю параметрів технологічних процесів;створення і впровадження новітніх технології, що базуються на останніх досягненнях фундаментальних наук.

## Співпраця
Відділення та секції тісно співпрацювали з науково-дослідними установами НАН України, НАПН України, інших галузевих академій, вищими навчальними закладами, бібліотеками, архівними установами, музеями та загальноосвітніми навчальними закладами, про що були укладені відповідні угоди.Кожне відділення Київської МАН співпрацює з організаціями, установами та закладами відповідно до свого вектора досліджень.
Одним з головних показників успішної співпраці Київської МАН з провідними науковими та освітніми установами України є перемоги наших вихованців у різноманітних турнірах, олімпіадах, конкурсах міського, всеукраїнського та міжнародного рівнів. Київська МАН активно заохочує учнів та випускників усіх відділень до участі у презентаціях власних досягнень на спеціалізованих фестивалях, виставках та міських святах.
Установи Національної академії наук України: Інститут археології НАН України, Інститут біохімії ім. О.В.Палладіна НАН України, Інститут геологічних наук НАН України, Інститут географії НАН України, Інститут гідробіології НАН України, Інститут загальної та неорганічної хімії ім. В.І.Вернадського НАН України, Інститут зоології ім. І.І. Шмальгаузена НАН України, Інститут історії України НАН України, Інститут кібернетики ім. В.М.Глушкова НАН України, Інститут колоїдної хімії та хімії води ім. А.В.Думанського НАН України, Інститут літератури ім. Т.Г.Шевченка НАН України, Інститут математики НАН України, Інститут мікробіології і вірусології ім. Д.К.Заболотного НАН України, Інститут мистецтвознавства, фольклористики та етнології ім. М.Т.Рильського НАН України, Інститут мовознавства ім. О.О.Потебні НАН України, Інститут молекулярної біології та генетики НАН України, Інститут української археографії та джерелознавства ім. М.С.Грушевського НАН України, Інститут української мови НАН України, Головна астрономічна обсерваторія НАН України, Національний ботанічний сад ім. М.М. Гришка НАН України, Національний науково-природничий музей НАН України.
Вищі навчальні заклади: Київський національний університет імені Тараса Шевченка, Національний технічний університет України «Київський політехнічний інститут імені Ігоря Сікорського», Національний медичний університет ім. О.О. Богомольця, Національний авіаційний університет, Національний університет «Києво-Могилянська академія», Національний університет біоресурсів і природокористування України, Київський національний економічний університет імені В.Гетьмана, Київський національний лінгвістичний університет, Київський національний університет технологій та дизайну. 
Інші організації: Національний музей медицини України, Українське товариство охорони пам`яток історії та культури, Національна спілка письменників України, Державний комітет архівів України, Державний політехнічний музей Національного технічного університету України «КПІ ім. Ігоря Сікорського», Національний музей Т.Г. Шевченка, Державна історична бібліотека України.
Позашкільні навчальні заклади: Центр науково-технічної творчості Дніпровського району, Центр творчості дітей та юнацтва Святошинського району, Центр науково-технічної творчості молоді «Сфера» Оболонського району, Центр творчості дітей та юнацтва «Шевченківець» Шевченківського району, Київський палац дітей та юнацтва.
Загальноосвітні навчальні заклади: ліцеї «Наукова зміна», «Фінансовий», «Русанівський», «Всесвіт» № 118, Бізнесу, «Поділ» № 100, №142, Київський природничо-науковий № 145, № 157, Києво-Печерський № 171 «Лідер», «ЕКО» № 198, № 208, «Голосіївський» № 241, Політехнічний ліцей Національного технічного університету України «КПІ ім. Ігоря Сікорського», Технічний ліцей Національного технічного університету України «КПІ ім. Ігоря Сікорського», Український медичний ліцей Національного медичного університету ім. О.О. Богомольця, Український гуманітарний ліцей Київського національного університету імені Тараса Шевченка, Авіакосмічний ліцей Національного авіаційного університету, гімназії «Діалог», «Києво-Могилянський колегіум», «Академія», східних мов № 1, «ЕкоНад» №30, № 48, № 59 ім. О. Бойченка, № 117 ім. Л. Українки, № 136, № 153 ім. О.Пушкіна, № 167, №178, № 191ім. П.Г. Тичини, № 315, спеціалізовані школи № 49, № 57, № 112, Український коледж № 272 ім. В.О. Сухомлинського.